# Чуйський
Чу́йський (рос. Чуйский) — селище у складі Бійського району Алтайського краю, Росія. Входить до складу Верх-Катунської сільської ради.

## Населення
Населення — 421 особа (2010; 435 у 2002).
Національний склад (станом на 2002 рік):
- росіяни — 96 %